# Однораленко, Александр Анатольевич
Александр Анатольевич Однораленко (укр. Олександр Анатолійович Однораленко; род. 1970) — машинист горновыемочных машин обособленного подразделения «Шахта „Холодная Балка“» государственного предприятия «Макеевуголь», Донецкая область. Герой Украины (2011).

## Биография
Родился 5 мая 1970 года в посёлке Холодная Балка Горняцкого района города Макеевка.
После окончания школы учился в профессионально-техническом училище № 102, практику проходил на шахте «10-бис». Трудовую деятельность начал на той же шахте в 1988 году.
Проходил службу в рядах Советской Армии. После демобилизации продолжил работу на шахте «Холодная Балка» государственного предприятия «Макеевуголь», которая находится в одноимённом шахтерском поселке. Начинал работать электрослесарем, потом стал бригадиром ГРОЗ.
На протяжении многих лет бригада А. А. Однораленко является одной из лучших. 15 ноября 2010 года его коллектив досрочно выполнил годовой план на 2010 год.
Однораленко входит в Наблюдательный совет коллектива ГП «Макеевуголь».
Отец — Анатолий Однораленко трудится на одном участке с сыном. Здесь же на шахте работает жена Александра — Лариса.

## Награды и звания
- Герой Украины (с вручением ордена Державы) — за выдающийся личный вклад в развитие отечественной угольной промышленности, внедрение новейших технологий в производство, многолетний самоотверженный труд и высокое профессиональное мастерство (23.08.2011).
- Заслуженный шахтёр Украины (2007).[3].
- Награждён знаками «Шахтёрская слава» и «Шахтёрская доблесть».